# شش دوران جهان

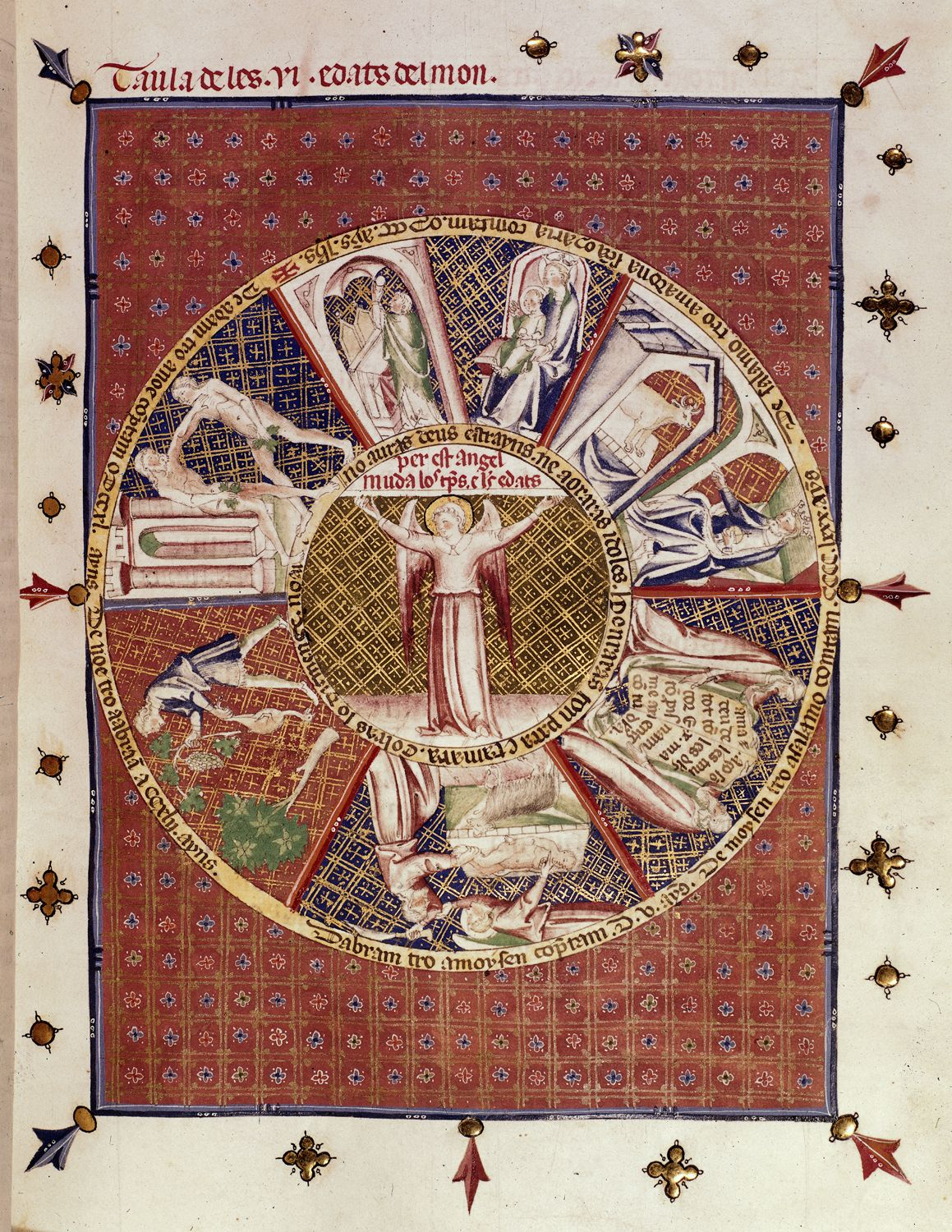
جزئیات نمودار دایره‌ای از شش عصر جهان، نسخه خطی منشأ کاتالونیایی. کتابخانه بریتانیا.

شش دوران جهان (انگلیسی: Six Ages of the World) یا که هر از گاهی با نام هفت دوران جهان نیز شناخته می‌شود، یکی از دوره‌بندی‌های تاریخی مسیحیان است که برای نخستین بار در دوره آگوستین هیپو در حدود ۴۰۰ سال بعد از میلادی درباره آن نوشته شده است.
این دوره‌ندی از خلق آدم و حوا تا زمان مکاشفه یوحنا است. شش دوره تاریخی که هر دوره شامل ۱۰۰۰ سال است که در دوره قرون وسطی بدان اعتقاد داشتند. شش دوره بدین ترتیب است:
- دوره نخست: از زمان خلق آدم تا زمان طوفان در زمان نوح است.
- دوره دوم: از طوفان تا دورهٔ ابراهیم است که به عنوان پدر همه ملت‌ها شناخته می‌شود.
- دوره سوم: از دوره ابراهیم تا دوره داوود است.
- دوره چهارم: از زمان داود تا اسارت یهودیان توسط بابلیان است.
- دوره پنجم: از زمان انتقال یهودیان به بابل تا زمان ظهور عیسی مسیح است.
- دوره ششم: که با ظهور عیسی مسیح آغاز شده است.